# Enrico Cecchetti
Enrico Cecchetti (21. června 1850 Řím – 13. listopadu 1928 Milán) byl italský tanečník, mim a učitel baletu.
Pocházel z rodiny tanečníků, narodil se v šatně římského divadla Teatro Tordinona a poprvé vystupoval v pěti letech. Jeho učitelem byl Giovanni Lepri z Florencie. Roku 1870 debutoval v milánském divadle La Scala. Díky brilantní technice, především piruetám, byl označován za nejlepšího tanečníka své doby. V letech 1887 až 1902 působil v Mariinském divadle v Petrohradě, kde se proslavil dvojrolí Carabosse a Modrého ptáka v Čajkovského Šípkové Růžence. Později spolupracoval s Ruským baletem Sergeje Ďagileva a učil tanec ve Varšavě, Londýně, Turíně a Miláně. Naposledy vystupoval roku 1919.
Vyvinul Cecchettiho metodu výuky tance, která získala popularitu především v anglosaských zemích. K jeho žákům patřili Vaslav Nijinsky, Anna Pavlova, Pierina Legnani, Matylda Krzesiňská, Ninette de Valois a Ruth Page. Cyril W. Beaumont o jeho práci napsal knihu A Manual of the Theory and Practice of Classical Theatrical Dancing a založil Cecchettiho společnost.